# Toyota Tercel
El Toyota Tercel es un vehículo subcompacto fabricado desde 1978 hasta 1999 durante cinco generaciones, en cinco configuraciones de carrocería, de tamaño entre el Corolla y el Starlet. Fabricado en la planta de Takaoka en Toyota, Japón, y compartiendo su plataforma con el Cynos (también conocido como Paseo) y el Starlet, el Tercel fue comercializado en muchos mercados como un Corolla Tercel o Corolla II. Se vendía en los concesionarios de Toyota Japón, donde se llamaba Toyota Corolla, y fue reemplazado por el Toyota Platz (Yaris) en 1999. También era conocido como Toyota Corsa y se vendía en las tiendas de Toyopet.
El Tercel fue el primer vehículo de tracción delantera producido por Toyota, y marcó la pauta de diseño y un estilo que fue utilizado más adelante en otros modelos populares de Toyota. Por ejemplo, el Toyota Corolla E80 es casi similar a la estructura de la AL20 del Tercel. Además, Toyota diseñó un nuevo motor para el Tercel, tratando de lograr la buena economía de combustible y desempeño, así como bajas emisiones al mismo tiempo. La elección de estilos de carrocería también aumentó, con la adición de un sedán de cuatro puertas.
El nombre de "Tercel" deriva de la palabra latina que significa "un tercio", como el Tercel fue ligeramente menor que el Corolla - de manera muy "tiercel" se refiere a un macho de halcón, que es un tercio más pequeño que su contraparte femenina.

## Primera generación (1978-1982)
El Tercel fue introducido en Japón en agosto de 1978, en Europa en enero de 1979 y los Estados Unidos en 1980. Se vendió originalmente, ya sea como un coupé de dos o cuatro puertas, o como un hatchback de tres puertas. Una versión comercializada en paralelo a través de una red de distribución independiente en Japón fue llamado el Toyota Corsa. En los Estados Unidos, fue nombrado como el Tercel Corolla, con la esperanza de que la reputación del Corolla -conocido por su calidad y durabilidad- atraería a los compradores hacia el nuevo modelo. Los modelos vendidos en los EE.UU. fueron accionados por un motor SOHC de cuatro cilindros y 1.4L que producían 60 CV (45 kW). Las opciones de transmisión son una manual de cuatro o de cinco velocidades o una automática de tres velocidades, que estaba disponible con el motor 1.5L de agosto de 1979.
En el mercado japonés, el motor desarrollaba 80 CV 1500 (59 kW) a 5.600 rpm, mientras que el motor 2A menor de 1.3L, agregado en junio de 1979, ofreció un pretendido 74 CV (54 kW). En Europa, sobre todo el más pequeño de la versión 1.3L estaba disponible, con 65 CV (48 kW).
Tercel 1981 coupé (América del Norte)
En esta nueva rueda delantera de la unidad de diseño, el primero para Toyota, el motor fue montado longitudinalmente. La transmisión se ha montado debajo de la plataforma, como es el caso de un coche rueda trasera de la unidad. A diferencia de un coche rueda trasera de la unidad, la transmisión tenía un anillo y el piñón en la parte delantera de la transmisión, por debajo del motor. El semieje entonces se extendía desde la transmisión a las ruedas delanteras.
En agosto de 1980, el Tercel (y Corsa) fueron sometidos a un lavado de cara, con cambios considerables en la parte delantera y los menores en el interior y parte trasera. El motor 1A fue sustituido por el 3A de desplazamiento idéntico pero ahora con 83 CV (61 kW). [4]

## Segunda generación (1982–1988)
Debido a las decepcionantes ventas de la primera generación del Tercel, fue rediseñado en mayo de 1982. La palabra "Corolla" fue eliminada, llegando a ser simplemente "Tercel" en todos los mercados. Esta, la serie L20, era un modelo de forma más moderna y angular. La segunda generación Tercel estaba disponible como hatchback de tres o cinco puertas, una camioneta familiar de cuatro puertas, y también como un sedán de cuatro puertas en Japón. El modelo familiar, conocido en Japón como el Sprinter Carib (en japonés: Toyota Sprinter Carib, la abreviatura de "Caribou"), fue presentado en agosto de 1982. El vagón estaba también disponible con tracción en las cuatro ruedas (la versión con tracción delantera solo estaba disponible en mercados selectos). En Japón, un sedán con tracción integral también estaba disponible, también se mantuvo en producción junto con la versión familiar, incluso después de la introducción de la tercera generación del Tercel. Estándar de tracción delantera-y cuatro vehículos (ruedas motrices vagones que no están equipados con la transmisión manual de seis velocidades) venían con una automática de tres velocidades o una transmisión manual de cuatro o cinco velocidades. El manual de cuatro velocidades se reserva para la versión más simple en los mercados norteamericanos.
Como solo las dos primeras generaciones se vendieron oficialmente en Europa, esta fue la última generación de la serie Tercel que se encuentra allí, ya sea con la ventana trasera o de la carrocería station wagon. En Japón, las salidas de potencia fueron los siguientes:
- 1.295 cc 2A-U: 75 CV (55 kW) a 6.000 rpm
- 1.452 cc 3A-U: 83 CV (61 kW) a 5.600 rpm (9.0:1 compresión, 82,05-86,05)
- 1.452 cc 3A-U: 85 CV (63 kW) a 5.600 rpm (9.3:1 compresión, 86.03-88.02)
- 1.452 cc 3A-HU: 86 CV (63 kW) a 6.000 rpm (variable carburador de venturi, la compresión de 9.3:1, 82,05-84,08)
- 1.452 cc 3A-SU: 90 CV (66 kW) a 6.000 rpm (dos variables carburadores de venturi, la versión del remolino de admisión, 84.08-88.02)

Los Tercels estadounidenses ha recibido el motor de 1.5 litros, que produce 63 CV (47 kW) a 4.800 rpm. En Europa, tanto la 1.3L (65 kW PS/48 a 5.400 rpm) y el 1.5L (71 kW PS/52 a 5.600 rpm) estaban disponibles.
Los modelos de tracción en las cuatro ruedas (chasis AL25, solo con el motor 1.5L) puede ser equipado con transmisión manual de seis velocidades, y se podía pasar de tracción de dos a cuatro ruedas, sin llegar a una parada. La sexta velocidad que llevaba era un "extra baja" (EL) la primera marcha, un engranaje de transmisión de serie con una muy baja (4.71:1) el arte de relación. El equipo de EL generado una relación de 17.6:1 de transmisión final, dando al conductor la fuerza necesaria para extraer el vehículo de las condiciones que de otro modo pudiera quedar atrapado. Debido a su baja relación de engranajes, era adecuado solo para un uso a muy baja velocidad en superficies resbaladizas (como nieve, grava o arena). También se incluye con los modelos de tracción integral mejor equipados es un inclinómetro por encima de la radio de acondicionador de aire / que mide la inclinación del coche.
El nuevo Tercel 4WD se construyó a partir de piezas existentes en el inventario de Toyota. El motor, eje transversal y el sistema de rueda delantera de la unidad era de la Tercel existente. La bobina con suspensión del eje trasero fue tomada desde el Corolla. La única parte específicamente diseñada para el Tercel 4WD fue el caso de transferencia, construida en la transmisión. Esto le dio al conductor una mayor versatilidad que fue posible sobre una base puramente rueda delantera de la unidad de vehículo, ya que proporciona tres configuraciones diferentes de potencia. Normalmente, el coche se puede utilizar con tracción delantera. Cuando el conductor detuvo el 4WD la palanca selectora de nuevo en las cuatro ruedas, o se presiona un botón en la palanca de velocidades para la transmisión automática, el poder se reparte 50/50 entre los ejes delantero y trasero a través de un acoplamiento mecánico directo. No hay diferencial central convencional, por lo que el sistema de cuatro ruedas motrices solo podía utilizarse en superficies sueltas o resbalosas, de lo contrario el tren motriz que experimenta un severo desgaste, y la manipulación se pondría en peligro. La opción tercera potencia (que sólo estaba disponible en el manual de seis velocidades) fue de gama baja. Esta no es la misma que la opción de potencia de bajo rango encontrado en un camión o SUV convencional, como el Tercel carecía de una caja de transferencia high-range/low-range. Cuando la palanca se coloca en el modo de cuatro ruedas motrices se hizo posible reducir la marcha del vehículo de la primera a EL (extra baja).
En 1985 se produjeron cambios de menor importancia a las relaciones de transmisión y al diseño de la parrilla, y el interior fue actualizado en 1986. El carro Tercel (y sedán de cuatro puertas en Japón) continuó con el mismo diseño hasta febrero de 1988 (cuando la Sprinter Carib fue sustituida por una más grande de diseño basado en Corolla), mientras que el coupé, sedán y hatchback se trasladó al nuevo diseño.

### Europa
Versiones disponibles en Europa:
1.3 GL (3 puertas, 5 puertas con portón trasero)
1.5 GL (3 puertas, 5 puertas con portón trasero)
1.5 4WD (5 puertas de bienes, sólo en la versión a partir de 1986)

### Galería
|                                                |
| 1985-1986 Tercel 5-puertas (América del Norte) |

|                           |
| Tercel 3-puertas (EE.UU.) |

|                               |
| 3-puertas Tercel 1.3 (Europa) |

|                       |
| Tercel wagon (EE.UU.) |

## Tercera generación (1987-1990)
En 1987, Toyota introdujo el Tercel de tercera generación, que era u poco más grande y contaba con un nuevo motor de 12 válvulas y 78 CV (58 kW), que contó con un carburador variable de Venturi, subrogadas por una garantía extendida, y en 1988 y modelos posteriores a la mejora de las emisiones de carbono y más tarde, EFI. Otras mejoras incluyen revisión de la dirección de cremallera y piñón y un nuevo diseño, con suspensión totalmente independiente. El Tercel continuó en su papel en América del Norte, por lo costoso del vehículo, si bien ya no se ofrece en Europa. En otros mercados, la estrella más pequeña instalada debajo del Tercel.
En 1987, Toyota introdujo el EZ Tercel con un equipo menos estándar:. Tapicería de vinil, una transmisión manual de cuatro velocidades, alfombrillas de goma en lugar de moqueta, y espejo retrovisor exterior solo del lado del conductor.
Para el año modelo 1990, el Tercel Estaba disponible como un hatchback de tres o cinco puertas o un sedán de dos puertas, el carro de haber sido actualizado a la plataforma más grande usado para el Caribe Sprinter (Caribe). Los modelos con tracción integral fueron eliminados, quedando el Tercel solo con tracción delantera. Un modelo difícil de encontrar es el Tercel Deluxe Liftback de 4 puertas. Fabricado solo entre 1987 y 1990, este modelo, que venían de serie con una transmisión manual de 5 velocidades, ruedas de encargo y descongelación posterior. Los cinturones de seguridad pasiva para el conductor en el asiento delantero y los pasajeros fueron introducidos en 1990.

### Galería
|                       |
| Tercel coupe (EE.UU.) |

|                        |
| Toyota Tercel (EE.UU.) |

|                                                       |
| Tercel Corsa cinco puertas con portón trasero (Japón) |

## Cuarta generación (1990-1994)
Toyota presentó el Tercel de cuarta generación en 1990, ya sea como un sedán de dos puertas o sedán de cuatro puertas y alimentada por un 1.5 L 3E-E 82 CV motor de la producción (61 kW) a 5200 rpm (y 89 libras pies (121 N · m) de torque a 4400 rpm) o 1,5 l 5E-FE DOHC 16v de 110 CV (82 kW).
En Japón, el Tercel también fue ofrecido como Hatchback de 3 puertas y las versiones 4WD. Los modelos Hatchback fueron VC, Joinus, y de la avenida. Los niveles del ajuste para sedán fueron VE, VX, y VZ. El VZ es alimentado por 5E-FHE motor. El sedán de alto nivel japoneses tenían diferentes luces traseras y mejor equipado de lo interior de los modelos de exportación.
Los modelos norteamericanos eran Base Coupe, Coupe DX, DX Sedan, Sedan y LE. Color-afinadas paragolpes, cubiertas para los rines, y el asiento trasero plegado eran opcionales en el DX, de serie en la LE. La LE tuvo guarnición del tronco de color rojo similar al modelo japonés.
1993 vio un nuevo diseño exterior, menor a las fascias delantera y trasera y la adición de una bolsa de aire lateral estándar para el conductor y disponibles los frenos antibloqueo. El Tercel fue nuevamente reestilizado en 1994 sin mayores cambios - haloalcano, un refrigerante sin CFC se utilizan en el sistema de aire acondicionado.

### Chile
En Chile, el Tercel fue introducido en 1991 como un sedán de cuatro puertas con un motor de 1.3 litros, SOHC, 12 válvulas y 78 CV (58 kW), 4 cilindros, carburado, bajo el nombre de "Corolla Tercel". El "DX" versión básica viene con tacómetro y cuatro marchas. Se obtuvo un éxito moderado debido al nombre de Corolla.
En septiembre de 1992, una versión japonesa que era destinada al mercado canadiense se introdujo para sustituir a la versión anterior con un nuevo motor de 1.5 litros SOHC con inyección electrónica de combustible y con leves diferencias en la apariencia como las luces de posición, máscara y franja roja en el maletero. A diferencia del anterior, se le llamaba simplemente "Tercel". Fue traído del mercado canadiense para cumplir con la norma de emisión nueva, ya que la versión latinoamericana no disponía aún de un convertidor catalítico. El Tercel fue comercializado inicialmente como un sucesor del E90 Corolla, que ya habían sido suspendidos. Esto lo hizo un coche de gran éxito.

### Galería
|                          |
| 1990 Corsa sedan (Japón) |

|                             |
| 1992 Tercel coupe (EE. UU.) |

|                                     |
| 1993-1994 Tercel DX coupe (EE. UU.) |

|                              |
| Corolla II Hatchback (Japón) |

## Quinta generación (1994–2000)
En septiembre de 1994, para el año modelo 1995, Toyota introdujo un Tercel totalmente nuevo. El nuevo diseño ofrece una carrocería más rígida con un mejor manejo y fue uno de sólo un puñado de automóviles en los EE.UU. para tener OBDII en 1995. Manteniendo su tamaño compacto y de alta calidad, el Tercel nueva lucía un exterior completamente rediseñado y un nuevo motor. El Tercel ahora también ofrece estándar de conductor y pasajero, airbags laterales de los Estados Unidos, pero solo una bolsa del lado del conductor para Canadá. Además, cinturones de tres puntos para adelante y para los pasajeros traseros y laterales ajustables del cinturón de hombro puntos de anclaje para los pasajeros de los asientos delanteros se han instalado en modelos de cuatro puertas. Todos los modelos cumplen con los estándares federales para el año 1997 protección contra impactos laterales, y ofrece frenos antibloqueo. Diseño exterior se dirigió hacia el comprador joven. Los modelos estándar venían de serie con sólo un manual de 4 velocidades o transmisión automática y los topes de color gris, mientras que los modelos DX se ofrece con la adición de color de la carrocería y una transmisión manual de 5 velocidades o cuatro velocidades de transmisión automática.

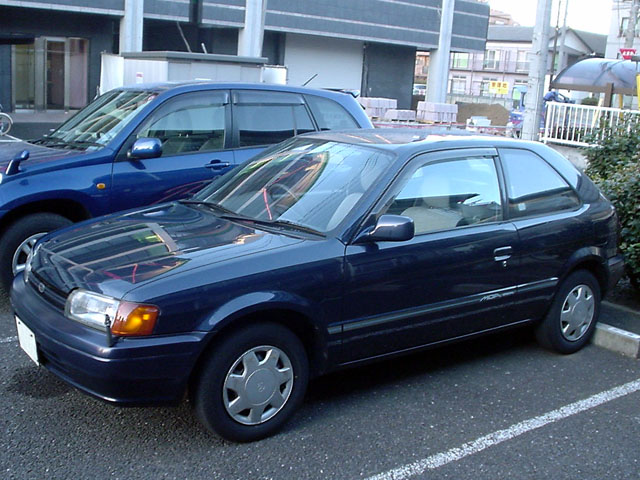
Corsa 3 puertas con portón trasero (Japón)

En Japón, el Tercel fue una vez más también se ofrece con el Corsa y la placa con el nombre Corolla II, para las ventas a través de los canales de comercialización paralelos. También hubo una versión hatchback de 3 puertas del cuerpo que ofrece además del sedán de cuatro puertas. El sedán de dos puertas, solo fue comercializado en América del Norte. Había también una opción de cuatro ruedas motrices está disponible en Japón.
El interior hizo hincapié en un entorno fácil de usar, empujando el tablero más lejos, pero con lo que los conmutadores más cercanos, que dieron los pasajeros una sensación de amplitud y confort. El nuevo DOHC de 1,5 L motor I4 proporcionan 93 CV (69 kW) y 100 lb · pie (140 Nm) de par motor, ofreciendo un aumento de potencia del 13 por ciento sobre la generación anterior, así como un aumento del 15 por ciento en la economía de combustible. El nuevo 5E-FE motor consigue 45 mpg-Estados Unidos (5,2 L/100 km, 54 mpg-imp) en la carretera con una transmisión manual de 5 velocidades, lo que es el más eficiente de combustible de cuatro cilindros coche de su tiempo en el Estados Unidos. [cita requerida] En conjunto, estas actualizaciones se consideraron para mover el Tercel económico sólidamente en el ámbito de los vehículos de una compra por elección, en lugar de porque es el único en su gama de precios. Incluso con sus actualizaciones, el Tercel se mantuvo de nivel de entrada de Toyota coche. El Tercel también estaba disponible con el más pequeño de 1.3 litros 4E-FE de gasolina de cuatro cilindros y el motor Toyota 1N-T, un 1.453 cc y cuatro en línea de motores diésel con turbocompresor que proporciona 66 CV (49,2 kW) a 4.700 rpm y 96,1 m · lbf (130 N · m) de torque a 2.600 rpm. En algunos países de Latinoamérica se ofrecía incluso con el motor 1.3 L 2E carburado.
Para el año 1997, todos los Tercels solo estaban disponibles en la CE (edición clásica) el nivel de equipamiento y se incorporan muchos de los elementos estándar y opcionales de la base anterior y los modelos DX. Todos los Tercels venían de serie con una nueva rueda de 13 pulgadas y la combinación de neumáticos. En el interior, el Tercel recibió un tablero de instrumentos revisado con los controles de ventilación rotativos. Además, junto con todos los modelos de Toyota, Tercel recibió la tela de asiento y revisó paneles de las puertas. Las ediciones Redhawk Whitehawk y se introdujeron, además del ajuste BlackHawk ya ofrecía, que venían de serie con aire acondicionado, llantas 185/60R14 sobre rines personalizados, un alerón trasero con luz de freno integrada, y los símbolos de halcón para identificar el modelo especial.

### Facelift

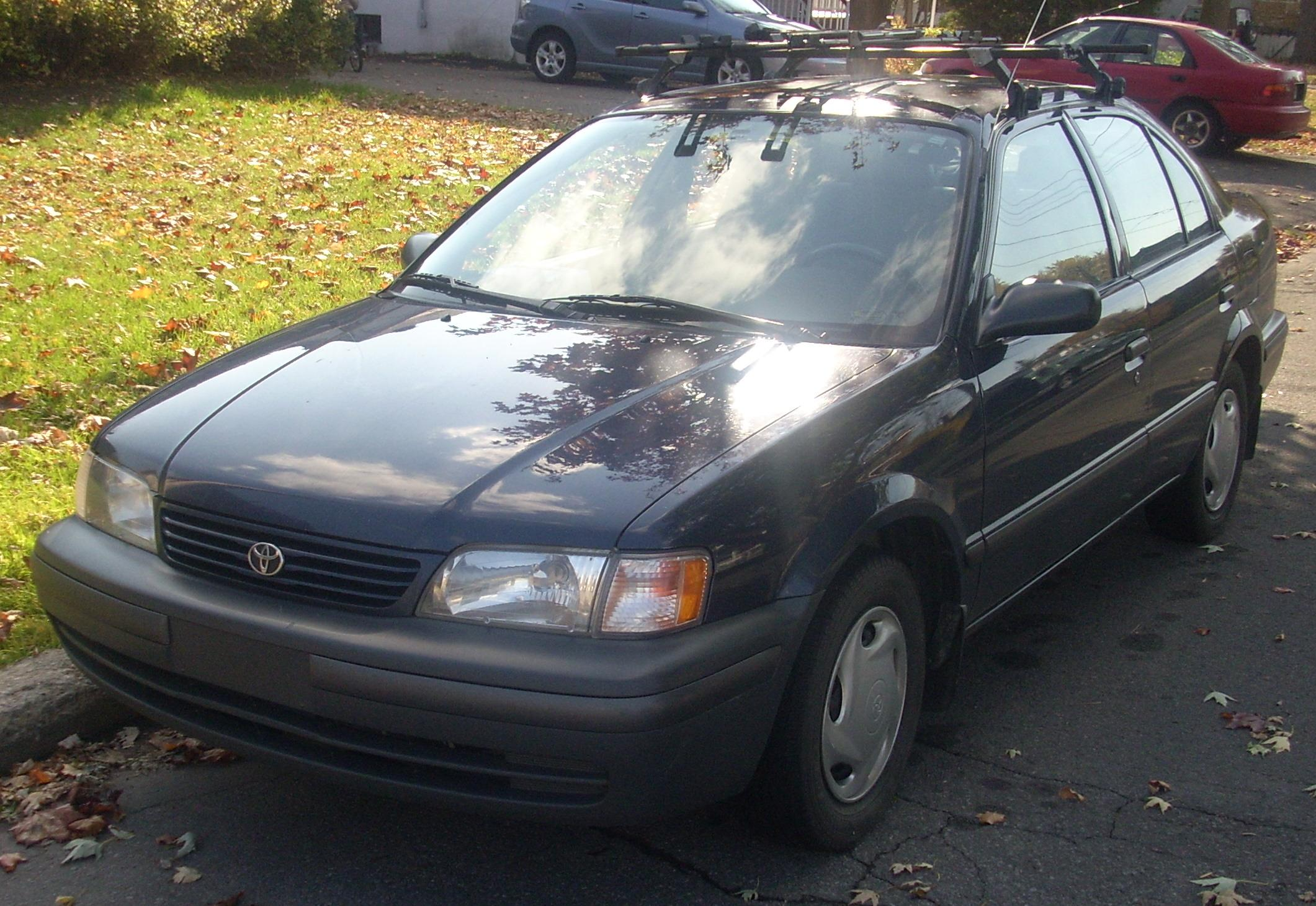
1998-1999 Tercel sedan (Canadá)

Para 1998, el Tercel recibió un estilo actualizado, destacó por las nuevas joyas faros multi-reflectores, parrilla y el diseño revisado fascia delantera y claras luces de giro de la lente de la señal para la parte delantera y trasera. El cambio de máscara se produjo en diciembre de 1997 para el mercado japonés, y afectaron a las tres líneas (Tercel, Corsa, Corolla II).
El estilo trasero Tercel fue reforzada también con luces traseras rediseñadas y actualizadas compuestos de moldeo del parachoques. La nueva moldura extendido a través de toda la longitud de la defensa trasera para una mayor protección y una apariencia uniforme, tal como lo hizo en los Tercels de cuarta generación.
La producción de la Tercel para el mercado estadounidense dejó en 1998 para dar paso a la Echo 2000. Producción de Canadá, Puerto Rico y otros países continuó hasta 1999, aunque en Japón la producción cesó en 2000.
En Paraguay y Perú, Tercels se seguían vendiendo hasta finales de la década de 2000 y eran considerados los más populares por su fiabilidad y costo relativamente bajo, hasta ser reemplazado por el Toyota Yaris.

### Chile
La quinta generación de Tercel fue presentado en noviembre de 1994, presentado en el Auto Show de la FISA de ese año como el "All New Tercel Twin Cam", disponible en tres versiones diferentes: XLI con equipamiento básico, GLI con equipamiento medio, y la versión LEI con todo el equipamiento. Todos Tercel presentan un 5E-FE 1.5 16v Twin Cam (DOHC), valorado en 100 CV a 6400 rpm y 91 libras pies (123 N · m) a 3200 rpm de torque. Con este motor el coche tomó solo en 10,3 segundos de 0-100 kph. El coche era revolucionario a ese mercado en el momento, y fue elegido Coche del Año en Chile.[cita requerida]
La versión XLi era básica: no hay tacómetro en el sinóptico, el volante era de dos puntas, la dirección asistida era opcional, la apertura de la tapa de bencina era manual a través de la llave del vehículo. En la versión GLi: hay dirección asistida, volante de dos puntas, no hay tacómetro en el sinóptico, apertura del maletero y de la tapa de bencina a distancia, el equipo de aire acondicionado era opcional. Por último, el LEI tenía todo el equipamiento; tacómetro en el sinóptico, volante de cuatro puntas, cinturones de seguridad en los asientos traseros, puertas con cierre centralizado y alzavidrios eléctricos con control desde la posición del conductor, apertura del maletero y de la tapa de bencina a distancia, el equipo de aire acondicionado era el único opcional en esta versión. Se ofrece con una transmisión manual de 5 velocidades o una automática de 4 velocidades.
En 1998, recibió faros multi-reflectores, nuevos parachoques rediseñados, nueva máscara frontal, las luces de señal de giro fueron modificadas, los focos traseros recibieron un nuevo diseño, también se le agregaron apoya cabezas en los asientos traseros. Fue un gran éxito, convirtiéndose en el segundo coche más vendido en Chile durante cuatro años. En el 2000 cesa la venta y producción del Tercel para ser reemplazado por el Toyota Yaris.

### Crecimiento y dimensiones
El Tercel estaba destinado a ser más pequeño que el Corolla, que siempre fue a lo largo de su producción. Sin embargo, tanto el Tercel como el Corolla creció en tamaño, y al final de su producción el Tercel se había convertido casi idéntico en tamaño al mercado de América del Norte '75-'78 Corolla que estaba vigente en 1980, en el momento en el Tercel fue presentado.
| Dimensión            | 1995-1999 Tercel | 1975-1978 Corolla |
| -------------------- | ---------------- | ----------------- |
| Largo                | 162.2" (4120 mm) | 165.2" (4196 mm)  |
| Ancho                | 65.4" (1661)     | 62.4" (1585)      |
| Alto                 | 53.1" (1374)     | 54.5" (1384)      |
| Distancia entre ejes | 93.7" (2380)     | 93.3" (2370)      |
| Peso (sin carga)     | 2005 lb (909 kg) | 2210 lb (1002 kg) |